# 第2次海部内閣 (改造)
第2次海部改造内閣（だいにじかいふかいぞうないかく）は、海部俊樹が第77代内閣総理大臣に任命され、1990年（平成2年）12月29日から1991年（平成3年）11月5日まで続いた日本の内閣。
前の第2次海部内閣の改造内閣である。

## 事績
湾岸戦争開戦時の内閣であり、海上自衛隊の掃海艇部隊をペルシャ湾に派遣（自衛隊ペルシャ湾派遣）し、日本が主権回復後はじめて軍事的緊張のある海外で準軍事的活動を行った。また多国籍軍に対する90億ドルの追加支援を行った。
国内では第12回統一地方選挙を施行し、与党自民党は概ね勝利している。一方で経済ではバブル崩壊が始まる。
政治改革関連3法案を国会に提出するが、与党内でも難色が強く廃案とされ、それに端を発した政局により退陣する。

## 国務大臣
| 職名                            | 氏名       | 氏名 | 所属                         | 特命事項等                       | 備考                            |
| ------------------------------- | ---------- | ---- | ---------------------------- | -------------------------------- | ------------------------------- |
| 内閣総理大臣                    | 海部俊樹   |      | 衆議院 自由民主党 （河本派） |                                  | 自由民主党総裁 留任             |
| 法務大臣                        | 左藤恵     |      | 衆議院 自由民主党 （竹下派） |                                  | 再入閣                          |
| 外務大臣                        | 中山太郎   |      | 衆議院 自由民主党 （安倍派） |                                  | 留任                            |
| 大蔵大臣                        | 橋本龍太郎 |      | 衆議院 自由民主党 （竹下派） |                                  | 留任 1991年10月14日免           |
| 大蔵大臣                        | 海部俊樹   |      | 衆議院 自由民主党 （河本派） | 内閣総理大臣兼任                 | 1991年10月14日兼 自由民主党総裁 |
| 文部大臣                        | 井上裕     |      | 参議院 自由民主党 （安倍派） | 国立国会図書館連絡調整委員会委員 | 初入閣                          |
| 厚生大臣                        | 下条進一郎 |      | 参議院 自由民主党 （宮澤派） | 年金問題担当                     | 初入閣                          |
| 農林水産大臣                    | 近藤元次   |      | 衆議院 自由民主党 （宮澤派） |                                  | 初入閣                          |
| 通商産業大臣                    | 中尾栄一   |      | 衆議院 自由民主党 （渡辺派） |                                  | 再入閣                          |
| 運輸大臣                        | 村岡兼造   |      | 衆議院 自由民主党 （竹下派） | 新東京国際空港問題担当           | 再入閣                          |
| 郵政大臣                        | 関谷勝嗣   |      | 衆議院 自由民主党 （渡辺派） |                                  | 初入閣                          |
| 労働大臣                        | 小里貞利   |      | 衆議院 自由民主党 （宮澤派） |                                  | 初入閣                          |
| 建設大臣                        | 大塚雄司   |      | 衆議院 自由民主党 （安倍派） |                                  | 初入閣                          |
| 自治大臣 国家公安委員会委員長   | 吹田愰     |      | 衆議院 自由民主党 （安倍派） |                                  | 初入閣                          |
| 内閣官房長官                    | 坂本三十次 |      | 衆議院 自由民主党 （河本派） |                                  | 留任                            |
| 総務庁長官                      | 佐々木満   |      | 参議院 自由民主党 （渡辺派） |                                  | 初入閣                          |
| 北海道開発庁長官 沖縄開発庁長官 | 谷洋一     |      | 衆議院 自由民主党 （渡辺派） |                                  | 初入閣                          |
| 防衛庁長官                      | 池田行彦   |      | 衆議院 自由民主党 （宮澤派） |                                  | 再入閣                          |
| 経済企画庁長官                  | 越智通雄   |      | 衆議院 自由民主党 （安倍派） |                                  | 再入閣                          |
| 科学技術庁長官                  | 山東昭子   |      | 参議院 自由民主党 （竹下派） | 原子力委員会委員長               | 初入閣                          |
| 環境庁長官                      | 愛知和男   |      | 衆議院 自由民主党 （竹下派） |                                  | 初入閣                          |
| 国土庁長官                      | 西田司     |      | 衆議院 自由民主党 （竹下派） | 土地対策担当 花と緑の万博担当    | 初入閣                          |

## 内閣官房副長官・法制局長官
- 内閣法制局長官 - 工藤敦夫
- 内閣官房副長官（政務） - 大島理森
- 内閣官房副長官（事務） - 石原信雄

## 政務次官
- 法務政務次官 - 吉川芳男
- 外務政務次官 - 鈴木宗男
- 大蔵政務次官 - 持永和見・上杉光弘
- 文部政務次官 - 中山成彬
- 厚生政務次官 - 伊吹文明
- 農林水産政務次官 - 杉浦正健・久世公堯
- 通商産業政務次官 - 自見庄三郎・中曽根弘文
- 運輸政務次官 - 今枝敬雄
- 郵政政務次官 - 大野功統
- 労働政務次官 - 松浦孝治
- 建設政務次官 – 杉山憲夫
- 自治政務次官 - 岡島正之
- 総務政務次官 - 井上喜一
- 北海道開発政務次官 - 鳩山由紀夫
- 防衛政務次官 - 江口一雄
- 経済企画政務次官 - 井出正一
- 科学技術政務次官 - 本村和喜: - 1991年（平成3年）8月17日 /二木秀夫:1991年（平成3年）8月20日 -
- 環境政務次官 - 小野清子
- 沖縄開発政務次官 - 仲村正治
- 国土政務次官 - 植竹繁雄